# Charles W. Morris
Charles William Morris (23. května 1903 Denver, Colorado – 15. ledna 1979 Gainesville, Florida) byl americký sémiotik a filozof.

## Publikace
- Foundations of the Theory of Signs (1938)
- Signs, Language, and Behavior (1946)
- Signification and Significance (1964)